# Olympische Winterspiele 2018/Freestyle-Skiing – Slopestyle (Frauen)
Der Slopestyle-Wettbewerb der Frauen im Freestyle-Skiing bei den Olympischen Winterspielen 2018 fand am 17. Februar 2018 um 13:00 Uhr Ortszeit (5:00 Uhr MEZ) statt. Ausgetragen wurde der Wettbewerb im Phoenix Snow Park.
Die Schweizerin Sarah Höfflin wurde vor ihrer Landsfrau Mathilde Gremaud und der Britin Isabel Atkin Olympiasiegerin.

## Ergebnisse

### Qualifikation
| Rang | Athletin                   | Land                             | 1. Lauf | 2. Lauf | Bester Lauf |
| ---- | -------------------------- | -------------------------------- | ------- | ------- | ----------- |
| 1    | Emma Dahlström             | Schweden                         | 91,40   | 57,60   | 91,40       |
| 2    | Tiril Sjåstad Christiansen | Norwegen                         | 55,80   | 89,00   | 89,00       |
| 3    | Johanne Killi              | Norwegen                         | 87,80   | 64,20   | 87,80       |
| 4    | Isabel Atkin               | Großbritannien                   | 13,20   | 86,80   | 86,80       |
| 5    | Mathilde Gremaud           | Schweiz                          | 85,40   | 71,60   | 85,40       |
| 6    | Devin Logan                | Vereinigte Staaten               | 84,80   | 37,60   | 84,80       |
| 7    | Sarah Höfflin              | Schweiz                          | 83,00   | 21,20   | 83,00       |
| 8    | Anastassija Tatalina       | Olympische Athleten aus Russland | 27,40   | 81,00   | 81,00       |
| 9    | Yuki Tsubota               | Kanada                           | 65,40   | 78,20   | 78,20       |
| 10   | Katie Summerhayes          | Großbritannien                   | 75,80   | 77,60   | 77,60       |
| 11   | Jennie-Lee Burmansson      | Schweden                         | 17,40   | 77,00   | 77,00       |
| 12   | Maggie Voisin              | Vereinigte Staaten               | 72,80   | 73,00   | 73,00       |
| 13   | Lee Mee-hyun               | Südkorea                         | 46,80   | 72,80   | 72,80       |
| 14   | Lana Prussakowa            | Olympische Athleten aus Russland | 42,20   | 70,60   | 70,60       |
| 15   | Tess Ledeux                | Frankreich                       | 69,40   | 28,40   | 69,40       |
| 16   | Darian Stevens             | Vereinigte Staaten               | 8,20    | 64,00   | 64,00       |
| 17   | Lara Wolf                  | Österreich                       | 10,20   | 66,40   | 66,40       |
| 18   | Kea Kühnel                 | Deutschland                      | 19,40   | 59,60   | 59,60       |
| 19   | Lou Barin                  | Frankreich                       | 50,60   | 38,40   | 50,60       |
| 20   | Dominique Ohaco            | Chile                            | 16,00   | 38,60   | 38,60       |
| 21   | Dara Howell                | Kanada                           | 12,80   | 32,00   | 32,00       |
| 22   | Kim Lamarre                | Kanada                           | 22,80   | 23,60   | 23,60       |
| 23   | Caroline Claire            | Vereinigte Staaten               | 20,00   | 16,40   | 20,00       |

### Finale
| Rang | Athletin                   | Land                             | 1. Lauf | 2. Lauf | 3. Lauf | Bester Lauf |
| ---- | -------------------------- | -------------------------------- | ------- | ------- | ------- | ----------- |
| 1    | Sarah Höfflin              | Schweiz                          | 83,80   | 27,80   | 91,20   | 91,20       |
| 2    | Mathilde Gremaud           | Schweiz                          | 88,00   | 29,40   | 29,40   | 88,00       |
| 3    | Isabel Atkin               | Großbritannien                   | 68,40   | 79,40   | 84,60   | 84,60       |
| 4    | Maggie Voisin              | Vereinigte Staaten               | 26,40   | 37,60   | 81,20   | 81,20       |
| 5    | Johanne Killi              | Norwegen                         | 10,20   | 76,80   | 54,40   | 76,80       |
| 6    | Yuki Tsubota               | Kanada                           | 74,40   | 26,40   | 40,40   | 74,40       |
| 7    | Katie Summerhayes          | Großbritannien                   | 61,40   | 71,40   | 23,20   | 71,40       |
| 8    | Jennie-Lee Burmansson      | Schweden                         | 42,00   | 65,00   | 24,40   | 65,00       |
| 9    | Tiril Sjåstad Christiansen | Norwegen                         | 5,20    | 24,00   | 60,40   | 60,40       |
| 10   | Devin Logan                | Vereinigte Staaten               | 22,60   | 56,80   | 10,60   | 56,80       |
| 11   | Emma Dahlström             | Schweden                         | 16,60   | 52,40   | 15,40   | 52,40       |
| 12   | Anastassija Tatalina       | Olympische Athleten aus Russland | 29,40   | 51,20   | 13,00   | 51,20       |